# 높이뛰기 대한민국 기록 추이
높이뛰기 대한민국 기록 추이는 다음과 같다.

## 남자
| 기록  | 선수   | 소속         | 날짜        | 대회명                                      | 장소                          |
| ----- | ------ | ------------ | ----------- | ------------------------------------------- | ----------------------------- |
| 1m 66 | 김영낙 | 개성         | 1926.06.13  | 조만대항대회 예선                           |                               |
| 1m 75 |        | 경수         | 1935.10.08  | 중등대항육상경기선수권대회                  |                               |
| 1m 85 | 김원용 | 체신국       | 1937.06.13  | 일반-학생대항대회                           |                               |
| 1m 87 | 김원용 | 경성         | 1939.09.23  | 조선신궁대회 예선                           | 경성 경성 운동장              |
| 1m 90 | 이광호 | 춘천농대     | 1957.08.11  | 학생선수권대회                              |                               |
| 1m 95 | 박상수 | 대신고       | 1971.07.25  | 일본 관서 지역 대학 선발팀 초청 육상 대회   | 대한민국 서울 운동장          |
| 2m 00 | 박상수 | 대신고       | 1971.10.08  | 제52회 전국 체육 대회                       | 대한민국 서울 운동장          |
| 2m 03 | 박상수 | 고려대       | 1972.04.02  | 관동 지방 육상 경기 대회                    | 일본                          |
| 2m 06 | 박상수 | 고려대       | 1972.04.22  | 뭔헨 올림픽 파견 1차 선발전                 |                               |
| 2m 08 | 박상수 | 고려대       | 1972.04.30  | 뭔헨올림픽 최종선발전                       | 대한민국 서울 운동장          |
| 2m 13 | 박상수 | 고려대       | 1974.05.24. | 테헤란아사아경기대회 최종 선발전            |                               |
| 2m 16 | 김용기 | 충북대       | 1978.12.15  | 방콕아시아경기대회                          | 태국 방콕                     |
| 2m 17 | 신이식 | 서울체고     | 1984.08.18  | 제1회 체육부장관기 쟁탈 전국 체고 육상 대회 | 대한민국 서울 운동장          |
| 2m 18 | 신이식 | 한국체대     | 1985.04.27  | 85 육상 시즌 오픈 기록회                    | 대한민국 서울 운동장          |
| 2m 20 | 신이식 | 한국체대     | 1985.06.15  | 제39회 전국 육상 선수권 대회                | 대한민국 서울 올림픽 주경기장 |
| 2m 22 | 조현욱 | 진주고       | 1987.07.24* | 제7회 아시아 육상 선수권 대회               | 싱가포르 싱가포르 국립 경기장 |
| 2m 23 | 조현욱 | 진주고       | 1988.06.12  | 제42회 전국 육상 경기 선수권 대회           | 대한민국 서울 올림픽 주경기장 |
| 2m 25 | 조현욱 | 진주고       | 1988.08.12  | 제2회 한국 그랑프리 육상 대회               | 대한민국 서울 올림픽 주경기장 |
| 2m 26 | 조현욱 | 부산대       | 1990.08.10  | 제4회 한국육상그랑프리대회                  | 대한민국 서울 올림픽 주경기장 |
| 2m 28 | 이진택 | 부산대       | 1992.05.02  | 제46회 전국 육상 경기 선수권 대회           | 대한민국 서울 올림픽 주경기장 |
| 2m 29 | 이진택 | 국군체육부대 | 1993.06.16  | 제47회 전국육상경기선수권대회               | 대한민국 서울 올림픽 주경기장 |
| 2m 30 | 이진택 | 국군체육부대 | 1993.10.15  | 제74회 전국체육대회                         | 대한민국 광주 무등경기장      |
| 2m 31 | 이진택 | 경북대       | 1994.05.12  | 제23회 전국종별육상경기선수권대회           | 대한민국 서울 올림픽 주경기장 |
| 2m 32 | 이진택 | 경북대       | 1994.06.18  | 제48회 전국육상경기선수권대회               | 대한민국 서울 올림픽 주경기장 |
| 2m 33 | 이진택 | 경북대       | 1995.06.17  | 제49회 전국육상경기선수권대회               | 대한민국 서울 올림픽 주경기장 |
| 2m 34 | 이진택 | 대동은행     | 1997.06.20  | 제26회 전국 종별 육상 경기 선수권 대회      | 대한민국 서울 올림픽 주경기장 |
| 2m 35 | 우상혁 | 국군체육부대 | 2021.08.01  | 제32회 도쿄 올림픽                          | 일본 도쿄 국립경기장          |
| 2m 36 | 우상혁 | 국군체육부대 | 2022. 2. 5. | 세계육상실내투어                            | 체코 후스토페체               |

## 여자
| 기록    | 차이     | 선수   | 소속          | 날짜         | 대회명                            | 개최지              | 경기장          | 주석 및 기타             |
| ------- | -------- | ------ | ------------- | ------------ | --------------------------------- | ------------------- | --------------- | ------------------------ |
| 1m 47   | + 1cm    | 권중혜 | 이리여고      | 1963. 06. 15 | 제17회 전국남녀육상경기선수권대회 | 대한민국 서울       | 서울운동장      | 종전기록 1m 46           |
| 1m 57   | - 04cm   | 강선옥 | 건국대        | 1968. 05. 28 | 제22회 전국 남녀 육상 선수권 대회 | 대한민국 서울특별시 | 효창 운동장     | 종전 1.53                |
| 1m 58   | + 1cm    | 이옥순 | 성의여상      | 1973. 10. 14 | 제54회 전국 체육 대회             | 대한민국 부산       |                 | [ 5 ]                    |
| 1m 60 ? | + 2cm ** | 이옥순 |               | 1974. 10. 09 | 제55회 전국 체육 대회             |                     |                 | 종전 1.58 (이옥순, 73년) |
| 1m 66   | -        | 이옥순 | 경명여고      | 1975. 10. 08 | 제56회 전국 체육 대회             |                     |                 | 종전 1m 65               |
| 1m 67   | + 1cm    | 신은선 | 수도여고      | 1976. 6. 22  | 제5회 전국종별육상선수권대회      | 대한민국 서울       | 서울 운동장     | [ 8 ]                    |
| 1m 68   | + 1cm    | 유경희 | 일신여고      | 1976. 10. 13 | 제57회 전국체육대회               | 대한민국 부산       |                 | [ 9 ]                    |
| 1m 68   |          | 신은선 | 수도여고      | 1976. 10. 13 | 제57회 전국체육대회               | 대한민국 부산       |                 | [ 10 ]                   |
| 1m 69   | + 1cm    | 유경희 | 충북은행      | 1977. 5. 13  | 제6회 전국종별육상선수권대회      | 대한민국 서울       | 서울 운동장     |                          |
| 1m 70   | + 1cm    | 신은선 | 수도여고      | 1977. 5. 15  | 제6회 전국종별육상선수권대회      | 대한민국 서울       | 서울 운동장     | 종전 유경희 1m 71        |
| 1m 74   | + 4cm    | 신은선 | 수도여고      | 1977. 6. 12  | 제1회 대학대항육상경기대회        | 대한민국 서울       | 서울 운동장     | [ 12 ]                   |
| 1m 75   | + 1cm    | 신은선 | 수도여고      | 1977. 9. 22  | 5회 KBS배육상경기대회             | 대한민국 서울       | 서울 운동장     | [ 13 ]                   |
| 1m 76   | + 1cm    | 이길례 |               | 1980. 10. 10 | 제61회 전국 체육 대회             | 대한민국 전주       |                 | [ 14 ]                   |
| 1m 86   | -        | 김희선 | 코오롱 스포츠 | 1986. 07. 26 | 제7회 비호기 전국 육상 대회       | 대한민국 서울       | 올림픽 주경기장 | 종전 1.82(5월 김희선)    |
| 1m 92   |          | 김희선 | 코오롱        | 1988. 09. 29 | 제24회 하계 올림픽                | 대한민국 서울       | 올림픽 주경기장 |                          |
| 1m 93   | + 01cm   | 김희선 | 코오롱        | 1990. 06. 10 | 제44회 전국 육상 경기 선수권 대회 | 대한민국 서울       | 올림픽 주경기장 | [ 16 ]                   |

## 같이 보기
- 남자 높이뛰기 세계 기록 추이
- 여자 높이뛰기 세계 기록 추이